# Melastomastrum
Melastomastrum es un género  de plantas fanerógamas pertenecientes a la familia Melastomataceae. Comprende 5 especies descritas y de estas, solo 2 aceptadas.

## Taxonomía
El género fue descrito por Charles Victor Naudin y publicado en Annales des Sciences Naturelles; Botanique, sér. 3 13: 296. 1850.

## Especies aceptadas
A continuación se brinda un listado de las especies del género Melastomastrum aceptadas hasta febrero de 2013, ordenadas alfabéticamente. Para cada una se indica el nombre binomial seguido del autor, abreviado según las convenciones y usos:
- Melastomastrum autranianum A.Fern. & R.Fern.
- Melastomastrum capitatum (Vahl) A. Fern. & R. Fern.

## Biografía
1. Davidse, G., M. Sousa Sánchez, S. Knapp & F. Chiang Cabrera. (eds.) 2009. Cucurbitaceae a Polemoniaceae. Fl. Mesoamer. 4(1): 1–855.
2. Forzza, R. C. & et al. et al. 2010. 2010 Lista de espécies Flora do Brasil. https://web.archive.org/web/20150906080403/http://floradobrasil.jbrj.gov.br/2010/.
3. Idárraga-Piedrahíta, A., R. D. C. Ortiz, R. Callejas Posada & M. Merello. (eds.) 2011. Fl. Antioquia: Cat. 2: 9–939. Universidad de Antioquia, Medellín.